# Der Sieg des Glaubens
Der Sieg des Glaubens (La victòria de la fe), op.157, és un oratori en dos actes per a solistes, cor i orquestra, compost per Ferdinand Ries. Fou estrenat el 1829 en resposta a un encàrrec del festival de música del Baix Rin a Aquisgrà.
Johann Baptist Rousseau (1807-1867), un home de lletres estimat a Renània, va escriure íntegrament aquesta obra que fa un discurs filosòfic davant la força de la fe i de la gràcia de Déu.

## Enregistraments
- 2013. Dirigit per Hermamm Max, amb l'orquestra Das Kleine Konzert i els Rheinische Kantorei, discogràfica CPO. Amb Chistiane Libor, Wiebke Lehmkuhl, Markus Schäfer, Markus Flaig.